# DCインサイド
DCインサイド（ディーシーインサイド、略して「DC」）は、韓国の電子掲示板サイトである。
DCとは「デジタルカメラ（digital camera）」の略で、元来はデジタルカメラおよび写真の情報を交換するための専門サイトであったが、投稿される様々な画像やネタを求めて人が集まり加熱し、次第に様々な話題を扱う韓国最大級のコミュニティーサイトへと拡大していった。
その巨大さ、混沌ぶり、独特な文化の発信源である様は、日本の2ちゃんねると共通する点があるともいえる。

## 歴史
DCインサイドは1999年10月、キム・ユシク（金裕植）がデジタルカメラおよび写真に関するコミュニティサイトとして開設した。当初は画像をアップロードできる画像掲示板（DCインサイドでは「ギャラリー」と呼ぶ）がいくつかあるだけで、デジタルカメラをはじめとした様々な電子製品を人より先に試したがる層（アーリーアダプター）が、デジタルカメラの様々な機種の性能や価格について議論したり、撮った写真やネタ画像を披露したりする場となっていた。やがてデジタルカメラの機種や写真の内容別のみならず、雑談、政治、芸能、アニメ、ゲームなどへと話題が拡散し、あらゆるテーマの画像掲示板（ギャラリー）が追加されていった。2006年後半の時点でギャラリーの数は500を超え、大手ポータルサイトに匹敵する求心力とアクセスを誇っており、運営者は証券会社などから100億ウォンの投資を受けてさらにサービスを拡大する意向を示している。
DCインサイドは商用電子掲示板システムを使用しておらず、Zeroboardという利用自由のスクリプトを使用している。Zeroboardには使用帯域の問題やセキュリティ上の問題もあり、DCインサイド使用者の間からは不満も多い。
DCインサイドには、「投稿者はその掲示板（ギャラリー）の話題にあった画像1つ以上を添付しなければならない」という独特のルールがある。例えばイヌの話題を扱う掲示板なら、イヌの写真をアップロードして投稿をしなければならず、画像無しの投稿やイヌと無関係の猫や戦闘機の画像を添付した投稿はルール違反となる。このルールに従わなかった場合、投稿者の投稿がモデレーターに削除されることがある。このため書き込みを行う者は削除を避けるためになんらかの画像をとりあえず貼ることになるが、これもDCインサイドのネタ画像文化発生の一因となっている。
政治・社会・科学・スポーツのような一般的なトピックを扱うギャラリーもあれば、個別の芸能人・テレビドラマ専用のギャラリーなど細かい話題を扱うギャラリーもある。新たな話題についてのギャラリーを作りたい場合、サイト管理人が適切と認めれば作成が許可される。
DCインサイドは、投稿や閲覧が活発であることが評価される一方で、悪意のある噂の発信源であることや国内外のライバルサイトへの攻撃を行うことが批判されている。たとえばDCインサイドやネチズンに対し批判的なことを述べた者のサイトに集中的に非難の書き込みを行い、サーバーを落したりコメント欄を炎上させたりすることがある。
2004年に2ちゃんねるのサーバをDoS攻撃したことでも有名であり、2008年12月や2010年3月にも一部ギャラリーの住民が2ちゃんねるに対する攻撃を行った。

## 文化
世界各地の、不特定多数が集まり議論を運営しているウェブコミュニティ同様、掲示板（ギャラリー）ごとに雰囲気は非常に異なっており、DCインサイドの利用者の傾向を一言で言い表すことは困難である。掲示板の種類の多さや利用のされ方、議論の混沌ぶりは日本の2ちゃんねるとも共通するものがある。
DCインサイドのメンバーは、自らを「ギャラリーの住民」を意味するギャラー（galler、갤러）と呼ぶ。例えばマクジャン・ギャラリー（Makjang gallery, 막장 갤러리, マクジャンとは涸れ果てた坑道の突き当りを意味する。こんな危険極まりないどころで働くくらいの質の悪い人をマクジャンと呼ぶ。味噌の一種のマクジャンとは同音異義語。2ちゃんねるのニュース速報(VIP)板の様な雑談掲示板であっだが、今は国内野球ギャラリー（baseball Gallery,　국내야구 갤러리)がその脈を受け継いでいる。）の住民は自らをマク・ギャラーと称する。各ギャラリーの雰囲気は様々に異なるが、DCインサイドユーザーは共通した文化（「DCスラング」、その多くはネタ画像、略語、タイプミス、禁則用語避けなどに由来する）、共通した心性（「DCメンタリティ」）を育んできた。
画像掲示板という特徴から、DCインサイドは発足当初から今日まで、韓国のインターネット上で流行となった画像の多くの発信源となってきた。